# Моловни, Луис
Луи́с Моло́вни Арбе́ло (исп. Luis Molowny Arbelo; 12 мая 1925, Санта-Крус-де-Тенерифе — 12 февраля 2010, Лас-Пальмас, Испания) — испанский футболист и тренер ирландского происхождения, играл на позиции полузащитника.

## Карьера
Луис Моловни в возрасте 15-ти лет пришёл на открытый просмотр в клуб «Тенерифе», но не смог продемонстрировать высокого уровня игры и в команду его не взяли. Но Моловни смог устроиться на работу в клуб, где стоял позади ворот, возвращая мячи, улетевшие вследствие ударов. Это привело к тому, что Моловни решили просмотреть ещё раз, и там он уже показал, что может стать футболистом, после чего его взяли в команду. Из «Тенерифе» Моловни отправили в дочернюю команду клуба «Санта-Крус», игравшую в региональном турнире, но из-за того, что Моловни не было 18-ти лет, по существовавшим в те времена правилам, он не мог участвовать в официальных матчах, ограничившись товарищескими играми. В 1943 году Моловни перешёл в клуб «Марино», с которым он стал чемпионом Канарских островов, чем привлёк к себе внимание тренерского штаба клуба «Атлетико Мадрид», но обе команды не смогли договориться по трансферу Моловни, и он остался в «Марино».
В 1946 году игрой Моловни заинтересовалась «Барселона», которая начала переговоры с игроком. Сантьяго Бернабеу, президент главного соперника «Барсы», клуба «Реал Мадрид», прочитал об этих переговорах в газете и сразу направил технического секретаря «Реала», Ясинто Кинкосеса, чтобы тот просмотрел и, если Моловни того достоин, «перехватил» талантливого футболиста. Для мадридского эмиссара «Марино» специально провела выставочный матч, но Кинкосеса остался недоволен игроком, о чём сообщил Бернабеу. Но президент «Реала», умеющий находить таланты, сказал, чтобы тот подписал контракт с Моловни: «Ты подпиши его, а потом поговорим». В результате Моловни перешёл в «Реал», заплативший за трансфер Луиса 250 тыс. песет и обязавшийся провести 5 матчей на Канарских островах. Заработная плата же самого Моловни составила 3 тыс. песет ежемесячно.
20 июня 1946 года Моловни официально стал игроком «Реала». Он дебютировал в составе мадридского клуба в «суперклассико» с «Барселоной», в которой за 8 минут до конца встречи забил победный гол. Моловни провёл в «Реале» 11 сезонов, проведя более 200 матчей и выступая с такими звёздами футбола, как Альфредо Ди Стефано, Франсиско Хенто и Ференц Пушкаш. С «Королевским клубом» он выиграл 2 чемпионата Испании, Кубок европейских чемпионов, Латинский кубок, Кубок Испании и два малых кубка мира. Моловни завершил карьеру в клубе «Лас-Пальмас» в 1958 году. Однако в годы проведённые в «Лас-Пальмас» Луис демонстрировал уже несколько худший уровень игры из-за операции на паховых кольцах.
За сборную Испании Моловни провёл 7 матчей. Он дебютировал в национальной сборной в матчей с Португалией, выигранном испанцами со счётом 5:1, а один из мячей забил Моловни: этот гол стал единственным для Луиса в форме национальной сборной. В составе сборной Моловни поехал на чемпионат мира в 1950 году, где испанцы заняли 4-е место.
В 1957 году Моловни в качестве играющего тренера возглавил клуб «Лас-Пальмас». Проведя 1 сезон, он остался в команде, выполняя функции технического директора, а затем в 1959 году подменял уволенного тренера до конца сезона. С 1960 по 1968 год Моловни работал с молодёжью «Лас-Пальмаса», сделав команду чемпионом Испании среди юношеских команд. После этого он вновь возглавил первую команду «Лас-Пальмаса», которую привёл к высшему в истории клуба достижению — второму месту в чемпионате Испании в сезоне 1968/69. В 1969 году Моловни временно руководил сборной Испании, которая из четырёх матчей выиграла два, и по одному сыграла вничью и проиграла.
В январе 1974 года Моловни возглавил «Реал», который нашёл в его лице временную замену великому Мигелю Муньосу. Моловни проработал с «Реалом» 5 месяцев, клуб под его руководством провёл 16 матчей, выиграв лишь 8, но Моловни добился и успеха, выиграв Кубок Испании. На тренерский мостик Королевского клуба Моловни вернулся в сентябре 1977 года и дважды подряд приводил клуб к победе в чемпионате, проработав до июня 1979 года. В этот период Реал провёл 68 игр, из которых выиграл 38, 11 проиграл и 18 свёл вничью. В марте 1982 года Моловни вновь временно (4 матча — 2 победы, ничья и поражение) проработал главным тренером «Реала», заменив уволенного Вуядина Бошкова.
В апреле 1985 года Моловни вновь возглавил «Реал» и проработал в клубе ровно год, до апреля 1986, он привёл клуб к выигрышу чемпионата Испании и Кубка УЕФА. С этого времени Моловни работал спортивным директором «Реала», оставив должность в 1990 году, когда он вернулся на Канары. В 2001 году Флорентино Перес, президент «Реала», вручил Моловни "Знак Отличия из золота и Бриллиантов от клуба «Реал» Мадрид за все годы, что он отдал «Реалу».
12 февраля 2010 года Моловни скончался на 85-м году жизни.

## Достижения

### Как игрок
- Кубок Карибских островов (3): 1944, 1945, 1947
- Обладатель малого кубка мира (2): 1952, 1956
- Обладатель трофея Тересы Эрреры: 1953
- Чемпион Испании (2): 1954, 1955
- Обладатель Латинского кубка: 1955
- Обладатель Кубка европейских чемпионов (2): 1956, 1957
- Итого: 11 трофеев

### Как тренер
- Чемпион Испании среди юношей: 1967
- Обладатель Кубка Испании (2): 1974, 1982
- Чемпион Испании (3): 1978, 1979, 1986
- Обладатель Кубка УЕФА (2): 1985, 1986
- Итого: 8 трофеев

## Статистика выступлений
| Клуб             | Сезон            | Лига | Лига | Кубок Испании | Кубок Испании | Еврокубки | Еврокубки | Итого | Итого | Товарищеские матчи | Товарищеские матчи | Всего | Всего |
| Клуб             | Сезон            | Игры | Голы | Игры          | Голы          | Игры      | Голы      | Игры  | Голы  | Игры               | Голы               | Игры  | Голы  |
| ---------------- | ---------------- | ---- | ---- | ------------- | ------------- | --------- | --------- | ----- | ----- | ------------------ | ------------------ | ----- | ----- |
| Реал Мадрид      | 1946/47          | 15   | 11   | 9             | 4             | -         | -         | 24    | 15    | 2                  | 0                  | 26    | 15    |
| Реал Мадрид      | 1947/48          | 19   | 9    | 1             | 0             | -         | -         | 20    | 9     | 3                  | 1                  | 23    | 10    |
| Реал Мадрид      | 1948/49          | 5    | 4    | 2             | 0             | -         | -         | 7     | 4     | 4                  | 1                  | 11    | 5     |
| Реал Мадрид      | 1949/50          | 21   | 12   | 4             | 3             | -         | -         | 25    | 15    | 5                  | 2                  | 30    | 17    |
| Реал Мадрид      | 1950/51          | 21   | 11   | 1             | 0             | -         | -         | 22    | 11    | 7                  | 3                  | 29    | 14    |
| Реал Мадрид      | 1951/52          | 29   | 15   | 4             | 2             | -         | -         | 33    | 17    | 8                  | 2                  | 41    | 19    |
| Реал Мадрид      | 1952/53          | 21   | 7    | 4             | 0             | -         | -         | 25    | 7     | 17                 | 9                  | 42    | 16    |
| Реал Мадрид      | 1953/54          | 23   | 13   | 5             | 4             | -         | -         | 28    | 17    | 7                  | 1                  | 35    | 18    |
| Реал Мадрид      | 1954/55          | 12   | 6    | 1             | 0             | 2         | 0         | 15    | 6     | 6                  | 1                  | 21    | 7     |
| Реал Мадрид      | 1955/56          | 6    | 1    | 0             | 0             | 2         | 1         | 8     | 2     | 7                  | 5                  | 15    | 7     |
| Реал Мадрид      | 1956/57          | 0    | 0    | 1             | 1             | 0         | 0         | 1     | 1     | 20                 | 7                  | 21    | 7     |
| Реал Мадрид      | Итого            | 172  | 89   | 32            | 14            | 4         | 1         | 208   | 104   | 86                 | 32                 | 294   | 136   |
| Лас-Пальмас      | 1957/58          | 3    | 1    | 0             | 0             | 0         | 0         | 3     | 1     | ?                  | ?                  | ?     | ?     |
| Лас-Пальмас      | Итого            | 3    | 1    | 0             | 0             | 0         | 0         | 3     | 1     | ?                  | ?                  | 3+    | 1+    |
| Всего за карьеру | Всего за карьеру | 175  | 90   | 32            | 14            | 4         | 1         | 211   | 105   | 86+                | 32+                | 297+  | 137+  |